# Brauerei Hummel
Die Brauerei Hummel ist eine Bierbrauerei im oberfränkischen Merkendorf, einem Ortsteil der Gemeinde Memmelsdorf im Landkreis Bamberg. Die Brauerei hat eine Jahresproduktion von 9000 Hektolitern.
Bereits seit 1556 gibt es die Brauerei. Seit 1846 befindet sie sich im Familienbesitz. Zur Brauerei gehört eine Gastwirtschaft mit Biergarten. Verwendet werden Hallertauer Hopfen, Bamberger Malz aus regionaler Gerste und Weizen und Brauwasser aus dem unternehmenseigenen Tiefbrunnen. Die hefetrüben Sorten verbleiben unfiltriert, bei den anderen Sorten kommt eine Kieselgurfiltration zur Anwendung.
Die Produktpalette umfasst ganzjährig die Biersorten Pils, Kellerbier, Märzen, Räucherla, Cowboy Schwarzbier, Weissbier hell, Weissbier dunkel, Leichtes Weissbier, 1162 Rauchfestbier und Radler. Saisonal wird Festbier hell, Festbier dunkel, Zwickelbier, Dunkler Bock, Leonhardi Bock hell, Heller Maibock, Räucherator Doppelbock und Weizenbock hergestellt. Abgefüllt wird jeweils in Kronkorkenflaschen. Die Schnäpse und Liköre heller Bierschnaps, dunkler Bierschnaps, Bockbierlikör hell und Bockbierlikör dunkel werden in Bügelflaschen produziert.